# Larry Pine
Larry Pine (ur. 3 marca 1945 w Tucson) – amerykański aktor teatralny, telewizyjny i filmowy.

## Życiorys
Jako aktor teatralny debiutował na Off-Broadwayu, występując w licznych przedstawieniach. W 1968 zagrał po raz pierwszy na Broadwayu w dramacie Cyrano de Bergerac. Pojawił się następnie m.in. w sztukach Private Lives (1983), End of the World (1984), Joe Egg (1985), Angels in America: Millennium Approaches i Angels in America: Perestroika (1993–1994), Bus Stop (1996), The Royal Family (2009) oraz Casa Valentina (2014). W 1978 debiutował w filmie w produkcji telewizyjnej Hullabaloo Over Georgie and Bonnie's Pictures. Zagrał później w takich filmach jak Wania na 42 ulicy, Genialny klan, Kochankowie z Księżyca, Grand Budapest Hotel i w kilku obrazach Woody'ego Allena (Celebrity, Drobne cwaniaczki, Melinda i Melinda). Znalazł się w regularnych obsadach kilku seriali, tj. Oz, Hostages: Zakładnicy czy House of Cards.

## Filmografia
- 1978: Hullabaloo Over Georgie and Bonnie's Pictures
- 1982: Alone in the Dark
- 1982: Hanky Panky
- 1982: I, the Jury
- 1982: Q
- 1986: As the World Turns
- 1987: Anna
- 1988: Plain Clothes
- 1988: Policjanci z Miami
- 1988: Tylko jedno życie
- 1989: Drużyna marzeń
- 1992: Wszystkie moje dzieci
- 1994: Prawo i porządek
- 1994: Wania na 42 ulicy
- 1995: Przed egzekucją
- 1996: Before and After
- 1996: Dziewczyna nr 6
- 1996: How Angels Are Born
- 1997: Addicted to Love
- 1997: Burza lodowa
- 1997: Sunday
- 1998: Celebrity
- 1998: Oblicza Nowego Jorku
- 1999: Zoo
- 2000: Drobne cwaniaczki
- 2000: Guiding Light
- 2001: 100 Centre Street
- 2001: Genialny klan
- 2001: Kroniki portowe
- 2001: Oz
- 2002: Pokojówka na Manhattanie
- 2003: Nola
- 2003: Particles of Truth
- 2004: Kochane kłopoty
- 2004: Melinda i Melinda
- 2004: Prawo i porządek: Zbrodniczy zamiar
- 2004: The Clearing
- 2004: The Door in the Floor
- 2005: Empire Falls
- 2011: Homeland
- 2012: Broadway's Finest
- 2012: Kochankowie z Księżyca
- 2013: House of Cards
- 2013: Jimmy P: Psychotherapy of a Plains Indian
- 2014: Grand Budapest Hotel
- 2017: Gotham
- 2018: Sukcesja[3]